# Caluire-et-Cuire
Caluire-et-Cuire és un municipi francès, situat a la metròpoli de Lió i a la regió de Roine-Alps. L'any 2009 tenia 41.149 habitants.
Situat a l'àrea suburbana de Lió, a la riba esquerra del riu Saona, és un nucli de predomini industrial.